# Saint-Étienne-de-Boulogne
Saint-Étienne-de-Boulogne ist eine französische Gemeinde mit 404 Einwohnern (Stand: 1. Januar 2022) im Département Ardèche in der Region Auvergne-Rhône-Alpes; sie gehört zum Arrondissement Largentière und zum Kanton Aubenas-2. Die Einwohner werden Stéphanois-Boulonnais genannt.

## Geographie
Saint-Étienne-de-Boulogne liegt etwa zehn Kilometer nordnordöstlich von Aubenas in den nordöstlichen Ausläufern der Cevennen. Sie ist Teil des Regionalen Naturparks Monts d’Ardèche. Umgeben wird Saint-Étienne-de-Boulogne von Nachbargemeinden Gourdon im Norden und Nordwesten, Saint-Priest im Osten, Saint-Laurent-sous-Coiron im Süden und Osten, Vesseaux im Süden und Südwesten sowie Saint-Michel-de-Boulogne im Westen.

## Bevölkerungsentwicklung
| Jahr                       | 1962 | 1968 | 1975 | 1982 | 1990 | 1999 | 2006 | 2013 |
| Einwohner                  | 298  | 280  | 251  | 255  | 240  | 297  | 337  | 388  |
| Quellen: Cassini und INSEE |      |      |      |      |      |      |      |      |